# Grand-voile

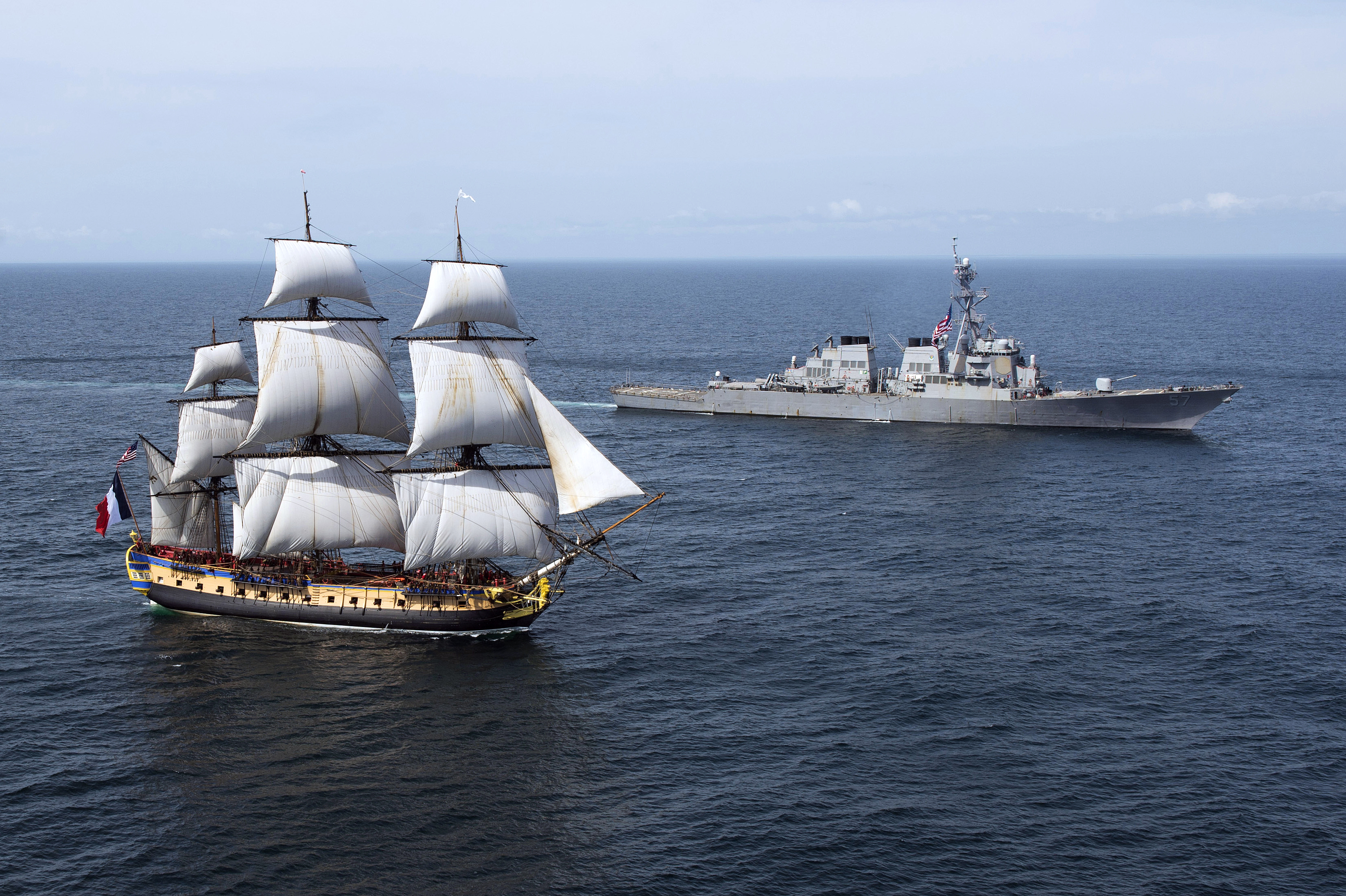
La grand-voile de l'Hermione est la plus grande voile à la base du mât central

La grand-voile (anciennement grand'voile, main sail en anglais) est la voile principale sur un voilier à mât unique ou la plus grande voile portée par le plus grand mât sur un voilier à mâts multiples. 
- sur un voilier moderne à gréement bermudien, une voile située à l'arrière du mât de forme triangulaire, elle est maintenue sur deux de ses bords : d'un côté par le mât, et de l'autre sur la bôme, qui permet de l'orienter ;
- sur un voilier traditionnel à gréement carré ou aurique à un ou plusieurs mâts, la grand-voile est la plus grande voile à la base du grand-mât[2]. Cette voile est perpendiculaire à l'axe du navire sur les gréements carrés et parallèle à l'axe du navire sur les gréements auriques. Plus spécifiquement sur les goélettes franches (deux mâts) ou les brigantins, la grand-voile correspond à la brigantine.

## Constitution (voile moderne)

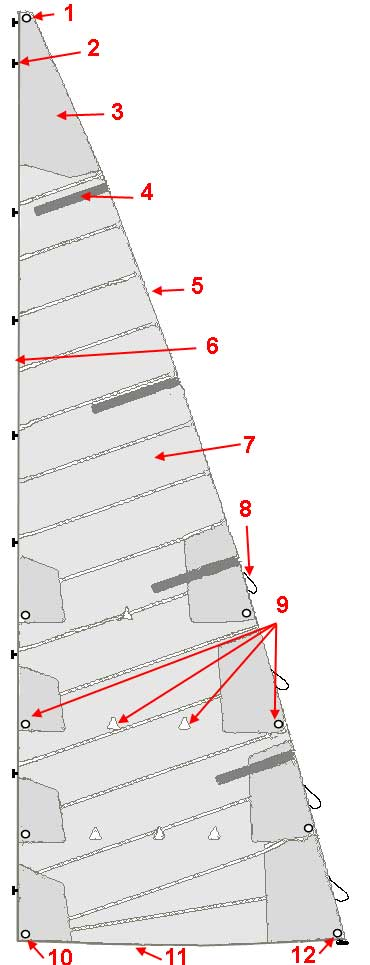
Grand-voile d'un gréement bermudien

Les trois angles de la voile (sur une voile à forme triangulaire) ont une appellation spécifique :
- Le point de drisse (1) désigne l'angle situé au sommet de la voile une fois celle-ci hissée : c'est l'endroit où la drisse est frappée.
- Le point d'amure (10) désigne l'angle attaché au point fixe du bateau : lorsque la voile est en position le point d'amure est sur l'avant du bateau.
- Le point d'écoute (12) désigne l'angle de la voile non loin duquel est frappée l'écoute (grand-voile)

Chacune des extrémités de la voile reçoit un renfort constitué de plusieurs épaisseurs de tissus cousues ensembles. La têtière (3) est la partie renforcée acier, aluminium ou textile de l'extrémité supérieure de la voile. Un œillet situé à chacun des angles permet de fixer la voile au gréement. 
Les côtés d'une voile triangulaire sont :
- la bordure (11) est le côté de la voile parallèle au pont : c'est le bas de la voile lorsque celle-ci est hissée. Sur la grand-voile la tension de la bordure (passée dans la bôme) est modulée selon la force du vent ;
- le guindant (6) est le côté de la voile solidaire de mât (grand-voile) ;
- la chute (5) est le côté de la voile située vers l'arrière, toujours libre : sa tension est réglée par un nerf de chute (8).

Sur la grand-voile on trouve également 2 à 4 bandes de ris (9) - zones horizontales en partie renforcées et comportant des œillets aux extrémités qui sont utilisées pour réduire la surface de la grand-voile lorsque le vent forcit.
Une voile est généralement composée de laizes (7) bandes de tissus cousues, découpées de manière à répartir l'effort en faisant éventuellement varier le grammage et positionner le creux de la voile (une voile n'est pas plate sauf s'il s'agit d'une voile de tempête comme une suédoise).
La chute de grand-voile est arrondie : c'est le rond de chute qui est raidi par 3 à 4 lattes (4). Le guindant de la grand-voile est rendu solidaire du mât soit grâce à des coulisseaux (2) fixés à la voile et passés dans la gorge du mât soit grâce à une ralingue (c’est-à-dire un cordage cousu le long de la voile). La bordure de la grand-voile est également tenue par une ralingue passée dans la gorge de la bôme. Elle peut être aussi à « bordure libre », fixée seulement au point d'amure et au point d'écoute.